# 八女インターチェンジ
八女インターチェンジ（やめインターチェンジ）は、福岡県八女市と筑後市に跨る、九州自動車道のインターチェンジである。八女市街や筑後市のほか、大川市・八女市旧立花町・旧黒木町・旧矢部村・旧星野村・旧上陽町方面へ向かう場合に便利である。

## 道路
- E3 九州自動車道（11番）

## 接続する道路
- 国道442号（八女筑後バイパス）
2013年3月30日に八女筑後バイパスと接続。交差点はバイパスと旧道とを結ぶ連絡線と立体交差になっている。[1]

## 料金所
- ブース数：7

### 入口
- ブース数：3　
  - ETC専用：2
  - 一般：1

### 出口
- ブース数：4　
  - ETC専用：1　
  - 一般：3(うち自動収受機1)

## 周辺
- 岩戸山古墳
- べんがら村
- 八女伝統工芸館
- 船小屋温泉
- 筑後川昇開橋

## 特記事項
- 接続している道路は確かに国道442号であるが、出口標識は少し離れた国道3号・国道209号を案内している。また、上り線進入部分の加速車線は約700mあり、この部分は一見3車線に見える。
- 下り線の案内はかつて上記の「八女」「筑後」「大川」に加えて「柳川」と記載されていたが、2009年3月29日に開通したみやま柳川ICへ誘導するために柳川の案内が削除されている。みやま柳川IC開通後は同インターチェンジを利用する方が柳川・みやま方面へのアクセスは近い。

## 八女バスストップ

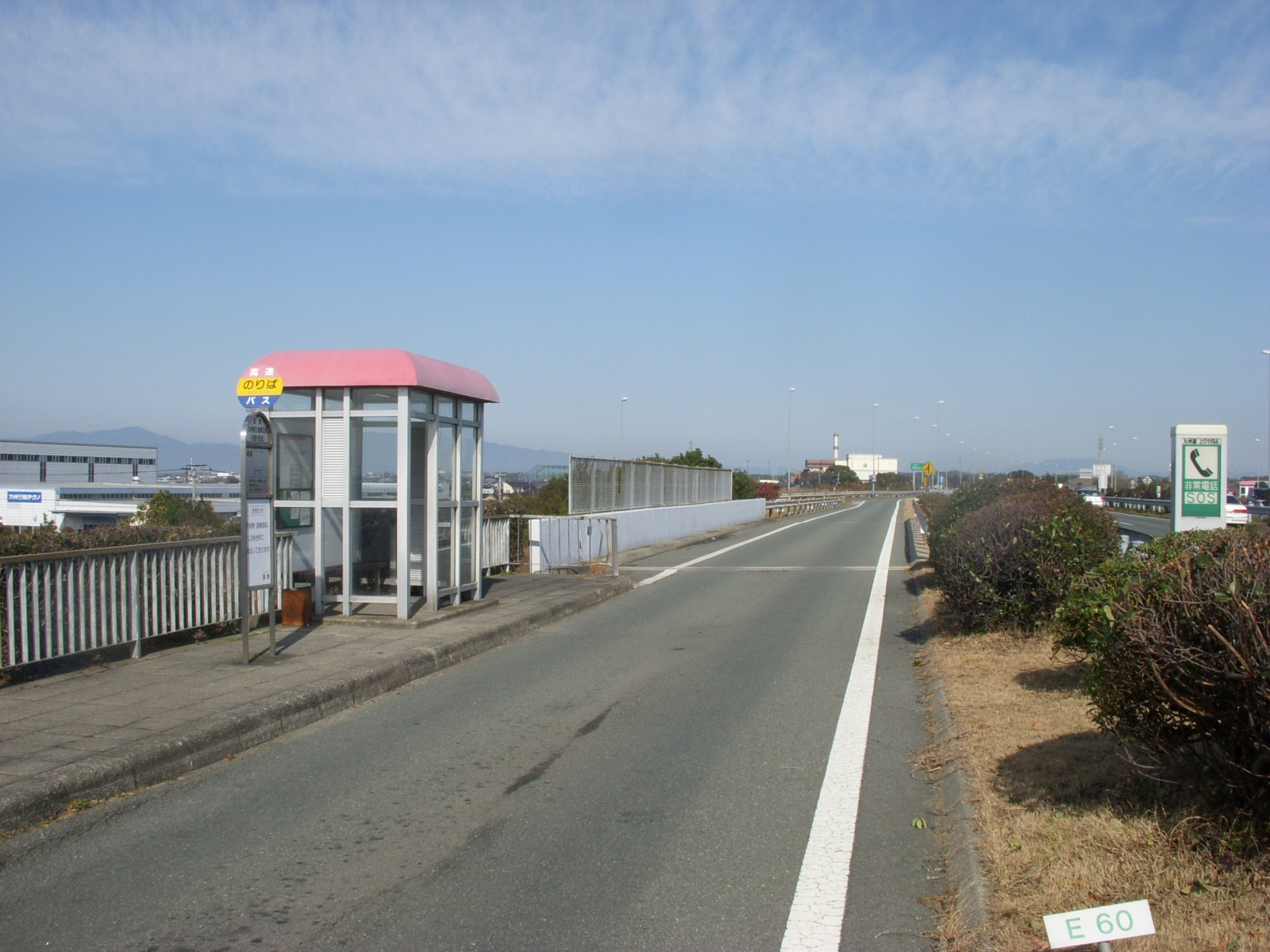
八女バスストップ上り側（移設前）

八女バスストップ（やめバスストップ）は、福岡県八女市の九州自動車道上にある八女ICに併設されたバス停留所である。
八女・筑後両市中心部から2km前後の場所に立地する。
高速バスとマイカーのパークアンドライド利用による福岡市などへの通勤通学の利便性を図るため、2012年1月24日に八女市と西日本鉄道（西鉄）がパーク&ライド協定を締結した。八女市が当IC付近にある市有地上に高速バス利用者専用駐車場を整備し、同年4月より同駐車場を供用開始し、同時に西鉄では八女IC - 福岡市内・福岡空港間のパーク&ライド利用者向け定期券「茶のくに八女定期券」および回数券「茶のくに八女回数券」を発売開始している。
なお、バス事業者の案内上は「八女インターチェンジ」であるが、停留所は他の高速道路上バス停と同様に本線車道外側に設けられていて、バスはインターチェンジへ進む事なく乗客が乗降できる構造となっており、下り線側と上り線側で位置は別になる。2016年4月より上り線側の停留所施設を従来より北側に移設し、従来は高速バス利用者専用駐車場までは道のり約500mあったところ、同駐車場までは道のり約250mとなり、大幅に短縮された。同時に駐車場とバス停を結ぶ通路への防犯灯設置や、バス停への階段のスロープ併設化も行われた。また、下り線側の停留所施設から同駐車場までは、従来から道のりで約200m程である。

### 停車する路線
| 路線愛称                                     | 運行会社                                                     | 下り線側方面                                                  | 上り線側方面                                           |
| -------------------------------------------- | ------------------------------------------------------------ | ------------------------------------------------------------- | ------------------------------------------------------ |
| ひのくに号 ※植木IC経由および各停のみ停車     | 西日本鉄道 九州産交バス                                      | 山川・菊水IC・植木IC・西合志・武蔵ヶ丘・熊本県庁前・桜町BT    | 筑紫野・福岡空港（国内線・国際線）・天神高速BT・博多BT |
| ごかせ号                                     | 西日本鉄道 宮崎交通                                          | 山都町・五ヶ瀬町役場・高千穂BC・青雲橋・延岡駅                | （降車のみ）                                           |
| フェニックス号 ※スーパーフェニックス号は通過 | 西日本鉄道 九州産交バス 宮崎交通 JR九州バス                  | 八代IC・人吉IC・えびのIC・小林IC・都城北・宮交シティ・宮崎駅  | （降車のみ）                                           |
| 桜島号 ※昼行各停便のみ停車                   | 西日本鉄道 南国交通 鹿児島交通 鹿児島交通観光バス JR九州バス | 鹿児島空港南・鹿児島空港・帖佐・鹿児島中央駅・天文館・高速船T | （降車のみ）                                           |

### 一般路線バス
八女インターチェンジの南側、福岡県道96号八女瀬高線（※旧国道442号）に八女インター前停留所がある。高速道路上の八女バスストップの上り線側からは道のりで約350m（徒歩約5分）、下り線側からは道のりで約550m（徒歩約8分）ある。
従来の上り線側の八女バスストップから八女インター前停留所までは約150m（徒歩約2分）だったが、先述の通り2016年に八女バスストップが北へ移設されたことによりおよそ2倍の距離の移動が必要になり、大幅に長くなった。しかし、スロープも設置され階段もなだらかになり、従来よりもバスストップまでの上り下りはしやすくなったといえる。
- 堀川バス 羽矢線
羽犬塚駅、鵜ノ池、福島（八女市中心部）、長野、黒木、矢部方面

## 隣
E3 九州自動車道
(10-1)広川IC - 広川SA - (11)八女IC - 瀬高BS - (11-1)みやま柳川IC